# Halina Stępień

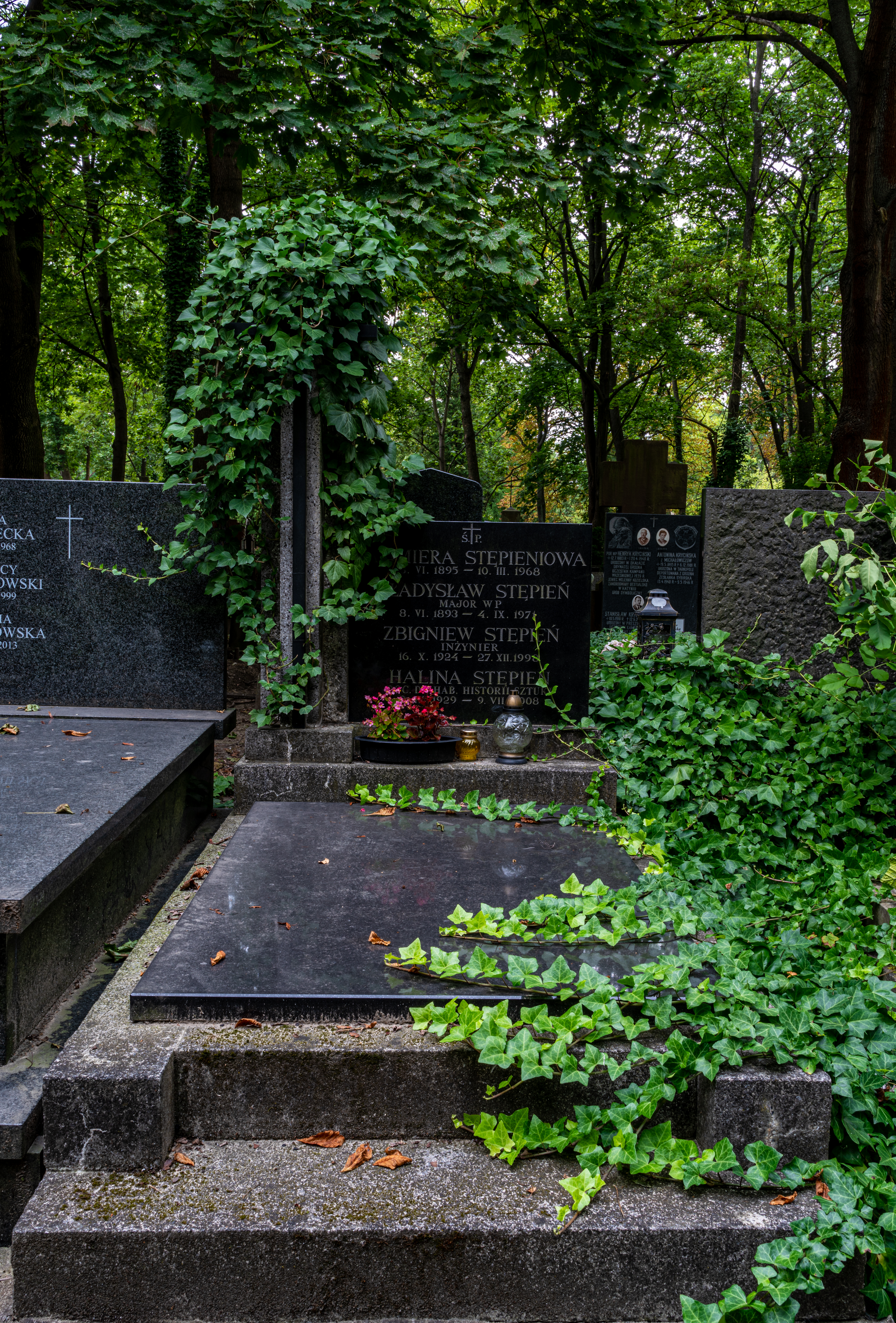
Grób Haliny Stępień na cmentarzu Powązkowskim

Halina Stępień (ur. 9 września 1929 w Warszawie, zm. 9 lipca 2008 tamże) – polska historyk sztuki, muzealnik, docent doktor nauk humanistycznych.

## Życiorys
Ojciec Haliny Stępień był oficerem Wojska Polskiego i urzędnikiem Izby skarbowej w Warszawie. Okres II wojny światowej spędziła w Warszawie, po powstaniu warszawskim znalazła się z rodziną w obozie przejściowym w Pruszkowie, a następnie u krewnych w Ostrowcu Świętokrzyskim. Po wojnie ukończyła XVI Gimnazjum i Liceum im. Stefanii Sempołowskiej, w 1949 rozpoczęła studia na Wydziale Historycznym Uniwersytetu Warszawskiego w Katedrze Historii Sztuki. W 1954 przedstawiła przygotowaną pod kierunkiem prof. dr. Juliusza Starzyńskiego pracę magisterską pt. Okres warszawski w twórczości Józefa Pankiewicza, a następnie rozpoczęła pracę w Pracowni Dokumentacji Plastyki Współczesnej Państwowego Instytutu Sztuki, a następnie Instytutu Sztuki Polskiej Akademii Nauk. Od 1956 była asystentką prof. dr. Juliusza Starzyńskiego, przygotowywała dokumentację historyczną ekspozycji prezentowanych na wystawach zagranicznych. Od 1960 przez dwanaście lat należała do zespołu przygotowującego siódmy tom Dziejów sztuki polskiej, opracowywała zagadnienia dotyczącego polskiego ekspresjonizmu i jego powiązania ze sztuką niemiecką. Równocześnie między 1960 a 1962 pracowała nad dokumentacją scenograficznej działalności Władysława Daszewskiego i Andrzeja Pronaszki. Od 1964 prowadziła badania nad twórczością Aleksandra Gierymskiego oraz przygotowywała do druku korespondencję artysty z rodziną i przyjaciółmi. Następnie badała działalność polskich artystów przebywających w Monachium od 1928 do wybuchu II wojny światowej, od 1973 współpracowała z prof. dr. Andrzejem Ryszkiewiczem. W 1975 Halina Stępień dołączyła do Pracowni Badania Środowisk Artystycznych, gdzie badała polskie środowisko artystyczne w Monachium. W 1977 obroniła pracę doktorską pt. Malarstwo Maksymiliana Gierymskiego, przygotowywaną pod kierunkiem prof. dr. Juliusza Starzyńskiego, a po jego śmierci promotorem był prof. dr Andrzej Ryszkiewicz. Od tego czasu Halina Stępień skupiła się na badaniach biografii polskich studentów Królewskiej Akademii Sztuk Pięknych w Monachium, a także nad życiem i twórczością Maksymiliana Gierymskiego. Wspólnie z Marią Liczbińską napisała trylogię Artyści polscy w środowisku monachijskim, która jest fundamentalną pracą na ten temat. Niemieccy historycy stale współpracowali z Haliną Stępień, uczestniczyła w sesjach naukowych oraz była współautorką publikacji. Domy aukcyjne zwracały się do niej z prośbą o opinię w sprawie ukazujących się na rynku obrazów polskich malarzy tworzących w Monachium. Współpracowała z polskimi muzeami, które konsultowały z nią przygotowanie merytoryczne monograficznych wystaw twórczości polskich monachijczyków. W 1989 przedstawiła pracę habilitacyjną pt. Artyści polscy w środowisku monachijskim w latach 1828–1859.
Halina Stępień zmarła 9 lipca 2008 w Warszawie i została pochowana na cmentarzu Powązkowskim (kwatera 97-3-23). Po jej śmierci biblioteka i archiwum zostały przekazane do Muzeum Okręgowego w Suwałkach.